# Macriano Menor
Tito Fúlvio Júnio Macriano (em latim: Titus Fulvius Iunius Macrianus), chamado Macriano Menor (Macrianus Minor) ou Macriano II, foi um oficial e então usurpador romano juntamente com o pai Macriano Maior e seu irmão Quieto. Aparece no final do reinado de Valeriano (r. 253–260), quando supostamente servia como tribuno militar. Em 260, quando Valeriano foi capturado pelo xá Sapor I (r. 240–270) na Batalha de Edessa, Macriano foi escolhido pelo exército para tornar-se imperador, mas decidiu proclamar seus filhos em 17 de setembro. Moedas foram cunhadas em seus nomes e eles foram nomeados cônsules. Macriano Menor marchou com seu pai ao Ocidente para enfrentar Galiano (r. 253–268), mas foram derrotados por Auréolo ou Domiciano e logo depois foram mortos por seus próprios soldados ou por Auréolo.

## Carreira
Macriano Menor era o filho mais velho de Macriano Maior e irmão de Quieto; a História Augusta alude a certo descendente, chamado Cornélio Mácer, cuja existência é questionada. As origens de sua família, inclusive a identidade de sua mãe, são incertas. Seu pai pode ter se casado com uma mulher de origem nobre, talvez chamada Júnia. Segundo a História Augusta, iniciou sua carreira no reinado do imperador Valeriano (r. 253–260) como tribuno militar. Em 260, Valeriano foi preso pelo xá Sapor I (r. 240–270) na Batalha de Edessa e, diante da ameaça ainda iminente dos persas, o exército decidiu nomear seu novo imperador; nesse momento Galiano (r. 253–268), filho de Valeriano, já era imperador. A púrpura foi oferecida a Macriano Maior, mas ele proclamou seus filhos em 17 de setembro. Macriano era chefe do tesouro de Valeriano, o que lhe permitiu cunhar moedas em nome deles, enquanto o prefeito Balista derrotou os invasores, o que ajudou a legitimar a usurpação. Além disso, Macriano Menor e Quieto foram nomeados cônsules.
O regime deles foi reconhecido no Oriente e Egito, uma vez que suas moedas foram emitidas em Alexandria. Pouco depois, Macriano Maior e Macriano Menor marcharam ao Ocidente para enfrentar Galiano, enquanto Quieto e Balista ficaram no Oriente para consolidar sua autoridade. No outono de 261, os Macrianos foram derrotados na Ilíria, perto da fronteira com a Trácia, por Auréolo ou Domiciano e foram mortos por seus próprios soldados; noutra versão foram mortos por Auréolo.

## Numismática

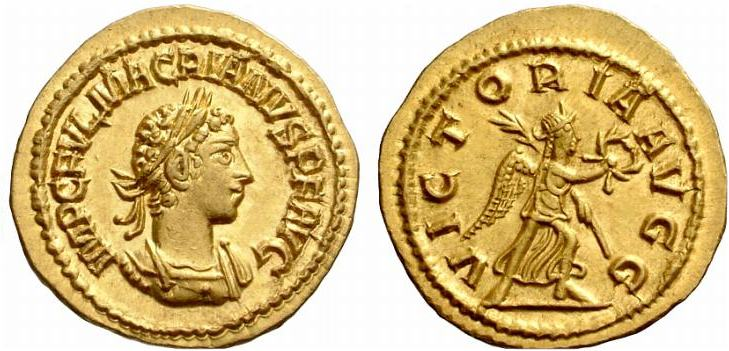
Áureo de Macriano Menor

Quando Quieto e Macriano foram proclamados imperadores, áureos e antoninianos de bilhão e asses foram cunhados em seu nome. Suas moedas foram cunhadas em Alexandria e em duas casas das moedas no Oriente, uma principal, cujas moedas tinham um estilo superior, e outra com moedas com estilo mais cru. A localização exata das casas da moeda do Oriente é desconhecida, mas se pensa que fosse Antioquia e Emessa. Algumas moedas portam no reverso as legendas fides militum ("soldados fiéis"), fortuna redux ("Fortuna que retorna"), marti propugnatori ("propugnadores de Marte"), soli invicto (para Sol Invicto), victoria augg (Vitória dos Augustos), em honra ao exército e proclamando a confiança na vitória. Noutras, se proclama o começo de um novo e próspero reinado no Império Romano: romae aeternae (de Roma Eterna), spes publica (esperança pública), aequitas augg. (equidade dos Augustos), indugentiae aug (indulgências do Augusto) e pietas aug. (piedade do Augusto).